# Ногинська (Верховазький район)
Но́гинська (рос. Ногинская) — присілок у складі Верховазького району Вологодської області, Росія. Адміністративний центр Колензького сільського поселення.

## Населення
Населення — 112 осіб (2010; 160 у 2002).
Національний склад (станом на 2002 рік):
- росіяни — 100 %